# Cibora żółta
Cibora żółta (Cyperus flavescens L.) – gatunek rośliny jednorocznej należący do rodziny ciborowatych (Cyperaceae). Występuje na wszystkich kontynentach z wyjątkiem Antarktydy, w Australii jako gatunek introdukowany. W Polsce roślina znana jest z 10 współczesnych stanowisk, położonych w dorzeczu Wisły. Rośnie w miejscach wilgotnych, nad wodami.

## Morfologia

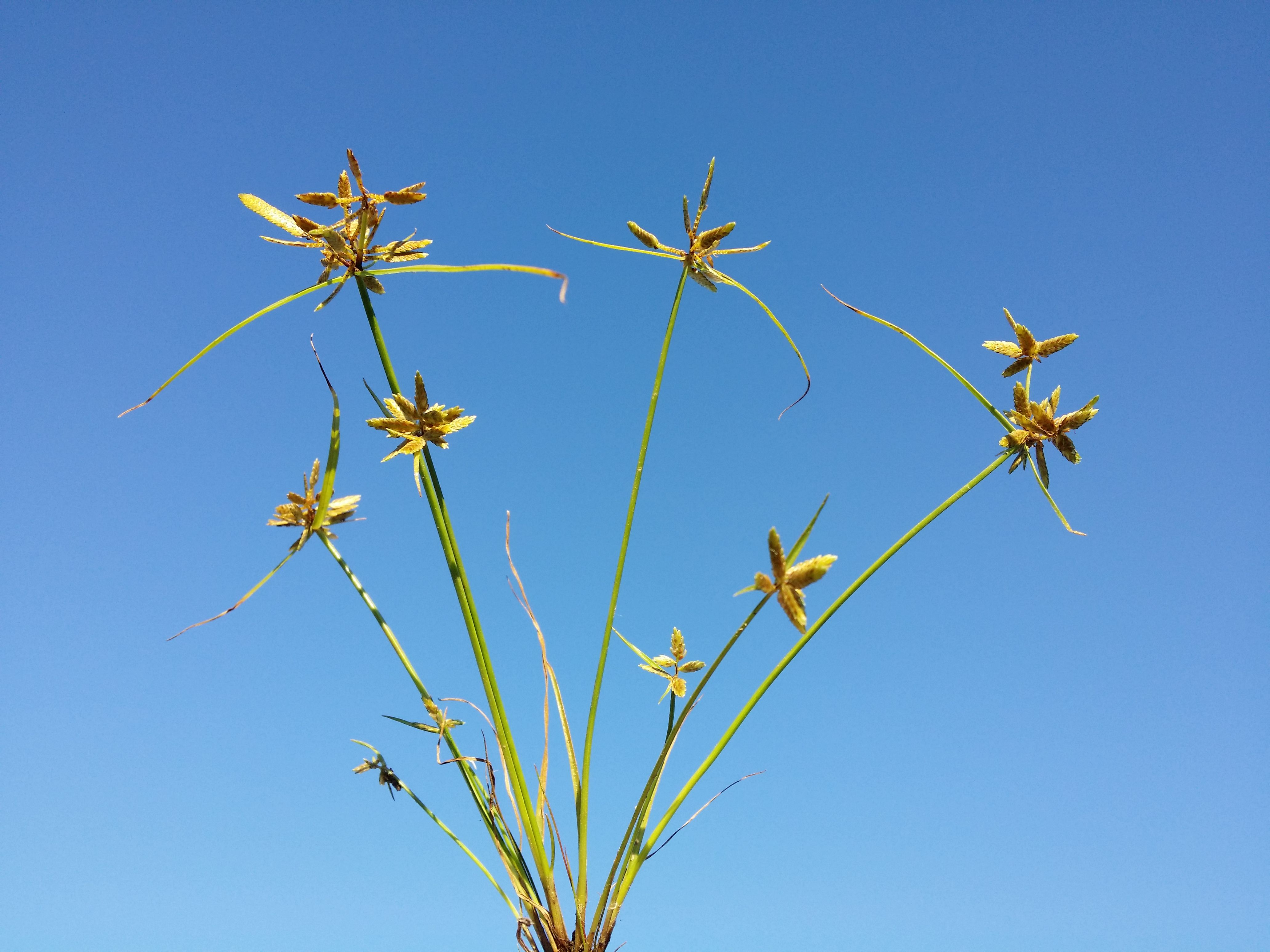
Pokrój

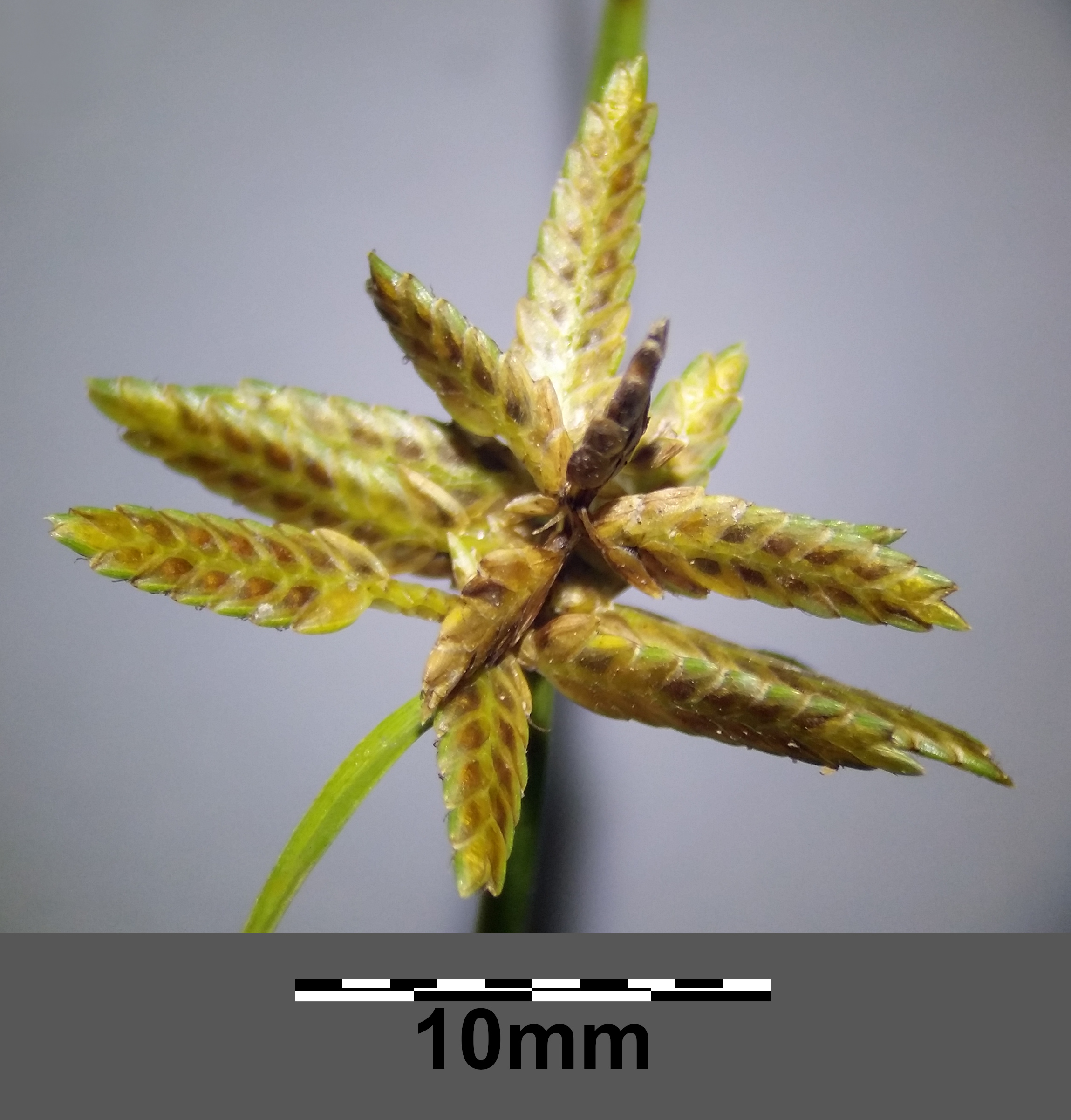
Kwiatostan

ŁodygaDługości 4–30 cm, grubości 0,4–2 mm.
LiścieDługości (3)10–18 cm, szerokości 1,5–2 mm.
KwiatyZebrane w kłosy o długości 10–30 mm, szerokości 8–26 mm.

## Biologia i ekologia
Roślina jednoroczna. Rośnie na brzegach zbiorników wodnych. Kwitnie od lipca do września. Liczba chromosomów 2n=50. Gatunek charakterystyczny zespołu Cyperetum flavescentis.

## Zmienność
Populacje rosnące w Stanach Zjednoczonych wydzielone zostały jako Cyperus flavescens var. poiformis, jednak ich odrębność nie została potwierdzona w dalszych badaniach (M.L. Corcoran, 1941). W obrębie gatunku wyróżniano liczne podgatunki i odmiany, jednak współcześnie traktowane są jako synonimy gatunku – ich ranga taksonomiczna jest kwestionowana.

## Zagrożenia i ochrona
Kategorie zagrożenia gatunku:
- Kategoria zagrożenia w Polsce według Czerwonej listy roślin i grzybów Polski (2006)[8]: V (narażony na wyginięcie); 2016: EN (zagrożony)[9].
- Kategoria zagrożenia w Polsce według Polskiej czerwonej księgi roślin[10]: VU (vulnerable, narażony).

Objęty ochroną ścisłą.